# روبرت ر. رولاند
روبرت ر. رولاند (بالإنجليزية: Robert R. Rowland)‏ هو قائد عسكري أمريكي، ولد في 8 أكتوبر 1917 في لودي في الولايات المتحدة، وتوفي في 6 يناير 2003 في فرجينيا بيتش في الولايات المتحدة.